# Bni Idder
Bni Idder  (in arabo بني يدر‎?) è un centro abitato e comune rurale del Marocco situato nella provincia di Tétouan, regione di Tangeri-Tetouan-Al Hoceima. Conta una popolazione di 4 823 abitanti (censimento 2014).